# Dirophanes invisor
Dirophanes invisor är en stekelart som först beskrevs av Carl Peter Thunberg 1822.  Dirophanes invisor ingår i släktet Dirophanes och familjen brokparasitsteklar. Arten är reproducerande i Sverige. Inga underarter finns listade i Catalogue of Life.